# Paramunna bilobata
Paramunna bilobata är en kräftdjursart som beskrevs av Georg Ossian Sars 1866. Paramunna bilobata ingår i släktet Paramunna och familjen Paramunnidae. Arten är reproducerande i Sverige. Inga underarter finns listade i Catalogue of Life.